# Delphinium lihengianum
Delphinium lihengianum är en ranunkelväxtart som beskrevs av Q.E.Yang och Y.Luo. Delphinium lihengianum ingår i släktet storriddarsporrar, och familjen ranunkelväxter. Inga underarter finns listade i Catalogue of Life.